# Елбтал (Хесен)
Елбтал (њем. Elbtal) општина је у њемачкој савезној држави Хесен. Једно је од 19 општинских средишта округа Лимбург-Вајлбург. Према процјени из 2010. у општини је живјело 2.439 становника. Посједује регионалну шифру (AGS) 6533005.

## Географски и демографски подаци
Елбтал се налази у савезној држави Хесен у округу Лимбург-Вајлбург. Општина се налази на надморској висини од 259 метара. Површина општине износи 11,1 km². У самом мјесту је, према процјени из 2010. године, живјело 2.439 становника. Просјечна густина становништва износи 220 становника/km².